# بيني بلاك

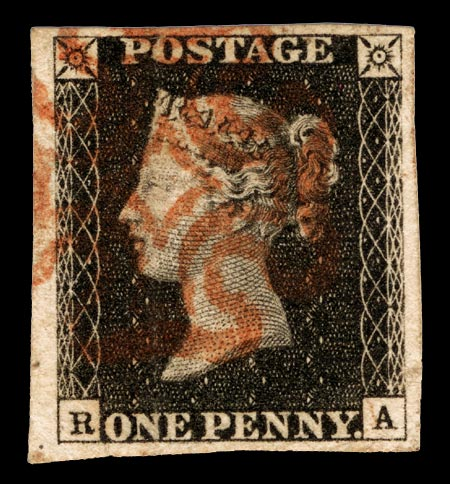
طابع (بيني بلاك)، ويظهر عليه رمز الإلغاء باللون الأحمر

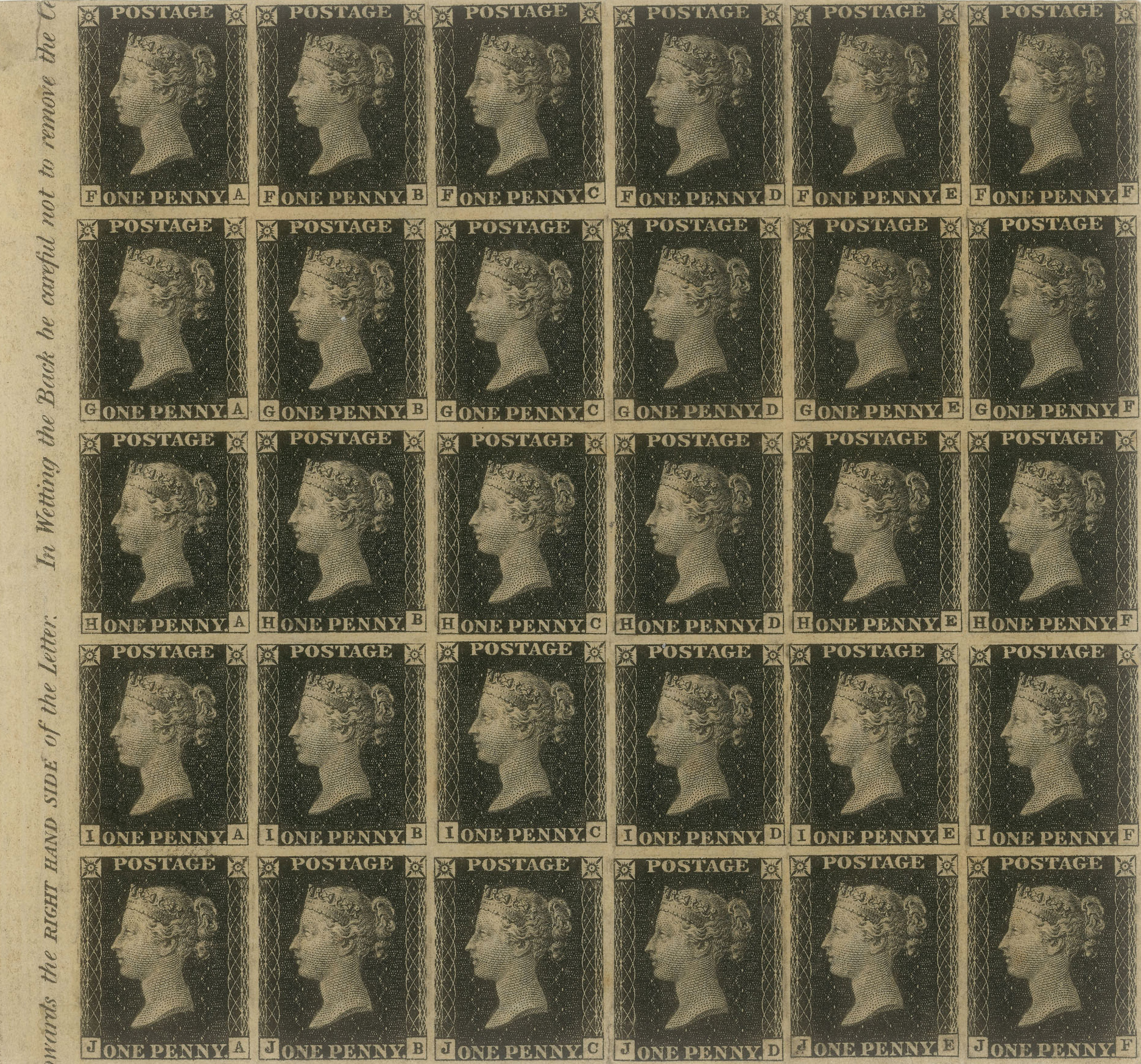
مجموعة كبيرة من طوابع (بيني بلاك) في أحد إصداراتها التي خضعت لتغييرات ملونة

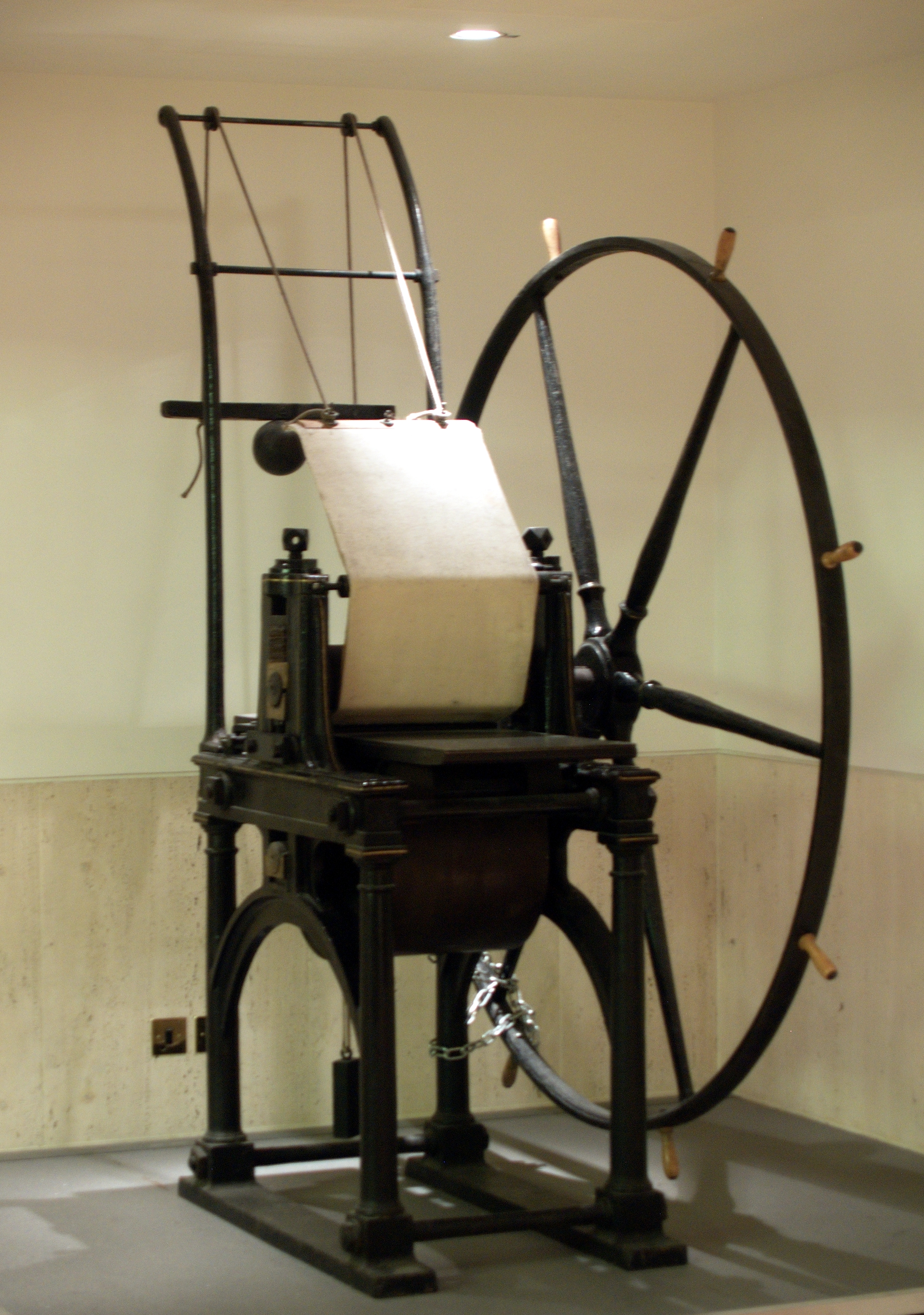
مطبعة يعقوب بيركنز ، التي قامت بطباعة بيني بلاك والأزرق ثنائي الأبعاد ، في مجموعات هواة جمع الطوابع في المكتبة البريطانية

بيني بلاك هو أول طابع بريدي في العالم يستعمل في نظام البريد العام. صدر لأول مرة في بريطانيا العظمى في 1 مايو 1840، ولكنه لم يكن صالحًا للاستعمال قبل 6 مايو. حمل بيني بلاك صورة الملكة فيكتوريا، واختير له أن يحمل اسم “بيني بلاك”، والبيني هو أصغر وحدة نقدية في بريطانيا (بنس)، للدلالة على كلفتهِ، أما “بلاك” فيشير لخلفية الطابع التي اختير أن يكون لونها أسودا.
في عام 1837، كانت معدلات البريد البريطاني مرتفعة ومعقدة وشاذة. لتبسيط الأمور، اقترح السير رولاند هيل ختم لاصق للإشارة إلى الدفع المسبق للبريد. في ذلك الوقت، كان من الطبيعي أن يقوم المستلم بدفع رسوم البريد عند التسليم، والتي تفرضها الورقة وعلى المسافة المقطوعة. على النقيض من ذلك، سمح طابع بيني بلاك بتسليم رسائل تصل إلى 1⁄2 أونصة (14 غ) بمعدل ثابت قدره قرش واحد، بغض النظر عن المسافة.
توجد أنظمة توصيل البريد باستخدام ما قد يكون طوابع لاصقة قبل بيني بلاك. تم اقتراح الفكرة على الأقل في وقت سابق في الإمبراطورية النمساوية والسويد وربما اليونان.

## منافسة الخزانة
في 13 فبراير 1837، اقترح السير رولاند هيل على تحقيق حكومي فكرة الطوابع المدفوعة مسبقًا والمظروف المدفوع مسبقًا، ورقة منفصلة مطوية لتشكيل غلاف لحمل الرسائل. حصل هيل على عقد مدته سنتان لتشغيل النظام الجديد، وأعلن مع هنري كول عن مسابقة لتصميم الطوابع الجديدة. كان هناك حوالي 2600 مدخل، لكن لم يكن أي منها مناسبًا؛ بدلاً من ذلك، اختير تصميم تقريبي أقرهُ هيل، والذي يتميز بمظهر سهل التعرف على الأميرة السابقة فيكتوريا. كان هيل يعتقد أن هذا سيكون من الصعب تزويرهُ. كما تم إصدار مظروف يحمل نسخة من تصميم رسمهُ الفنان ويليام موليدير.

## التصميم
نقش صورة فيكتوريا ملكة المملكة المتحدة تشارلز هيث وابنه فريدريك، بناءً على رسم قدمه هنري كوربولد. كان رسم كوربولد بدوره قائمًا على رأس تشبه حجاب عام 1834 من قبل ويليام وون، والذي استخدم على ميدالية لإحياء ذكرى زيارة الملكة لمدينة لندن في عام 1837. بقيت لوحة فيكتوريا هذه على الطوابع البريطانية حتى وفاتها في عام 1901، رغم أنها كانت تبلغ من العمر 81 عامًا. جميع الطوابع البريطانية لا تزال تحمل صورة أو صورة ظلية للملك في مكان ما على التصميم. هم الطوابع البريدية الوحيدة في العالم التي لا تشير إلى بلد المنشأ؛ صورة الملك ترمز إلى المملكة المتحدة.
في البداية، حدد هيل أن الطوابع يجب أن تكون 3/4 بوصة مربعة،  ولكن تم تغيير الأبعاد إلى 3/4 بوصة بطول 7/8 بوصة  (حوالي 19 × 22   مم) لاستيعاب الكتابة في الأسفل. تميزها كلمة "POSTAGE" في الجزء العلوي من التصميم عن طابع الإيرادات الذي كان يستخدم منذ فترة طويلة في المملكة المتحدة؛ «قرش واحد.» في الجزء السفلي يوضح المبلغ المدفوع مسبقًا مقابل رسوم البريد المختوم. تتكون خلفية الصورة من خراطة محرك محفورة بدقة.
يمسك الزاويتان العلويتان الصلبان المالطية بأقراص شمسية مشعة في مراكزهما؛ تظهر الأحرف في الزاوية السفلية موضع الختم في الورقة المطبوعة، من "AA" في الجزء العلوي الأيسر إلى "TL" في أسفل اليمين. تتألف الأوراق، التي طبعها بيركنز بيكون، من 240 طابعًا في 20 صفًا من 12 عمودًا. تكلفة ورقة واحدة كاملة 240 بنس أو جنيه واحد. صف واحد من 12 طوابع يكلف شلن. كما يوحي الاسم، تم طباعة الختم بالحبر الأسود. ختم اثنين قرش مطبوع باللون الأزرق ويغطي سعر الحرف المزدوج (حتى 1 أونصة (28 غ)) صدر في 8 مايو 1840.

## القضية
رغم أن الطوابع لم تصدر رسميًا للبيع حتى 6 مايو 1840، فإن بعض المكاتب مثل تلك الموجودة في Bath باعت الطوابع بشكل غير رسمي قبل ذلك التاريخ. هناك أغطية بريدية بتاريخ 2 مايو، ومثال واحد معروف على الغلاف بتاريخ 1 مايو 1840. تلقت جميع مكاتب بريد لندن الإمدادات الرسمية من الطوابع الجديدة ولكن المكاتب الأخرى في جميع أنحاء المملكة المتحدة لم تفعل ذلك، واستمرت في قبول المدفوعات عن البريد نقدا لفترة.
استمرت بيني بلاك أقل من عام. كان من الصعب رؤية الإلغاء الأحمر على التصميم الأسود وكان من السهل إزالة الحبر الأحمر؛ كلاهما جعل من الممكن إعادة استخدام الطوابع الملغاة. في فبراير 1841، تحولت وزارة الخزانة إلى Penny Red وبدأت في استخدام الحبر الأسود للإلغاء، والذي كان أكثر فعالية وأصعب في إزالته. ومع ذلك، لا يزال الأشخاص يعيدون استخدام الطوابع من خلال الجمع بين الأجزاء غير الملغاة من طابعتين لتشكيل كلي غير مستخدم، وذلك في عام 1864 كحماية إضافية لنجوم الزاوية العليا في Penny Red تم استبدالها بأحرف الاختيار في الزاوية السفلى بترتيب عكسي.

## طبع

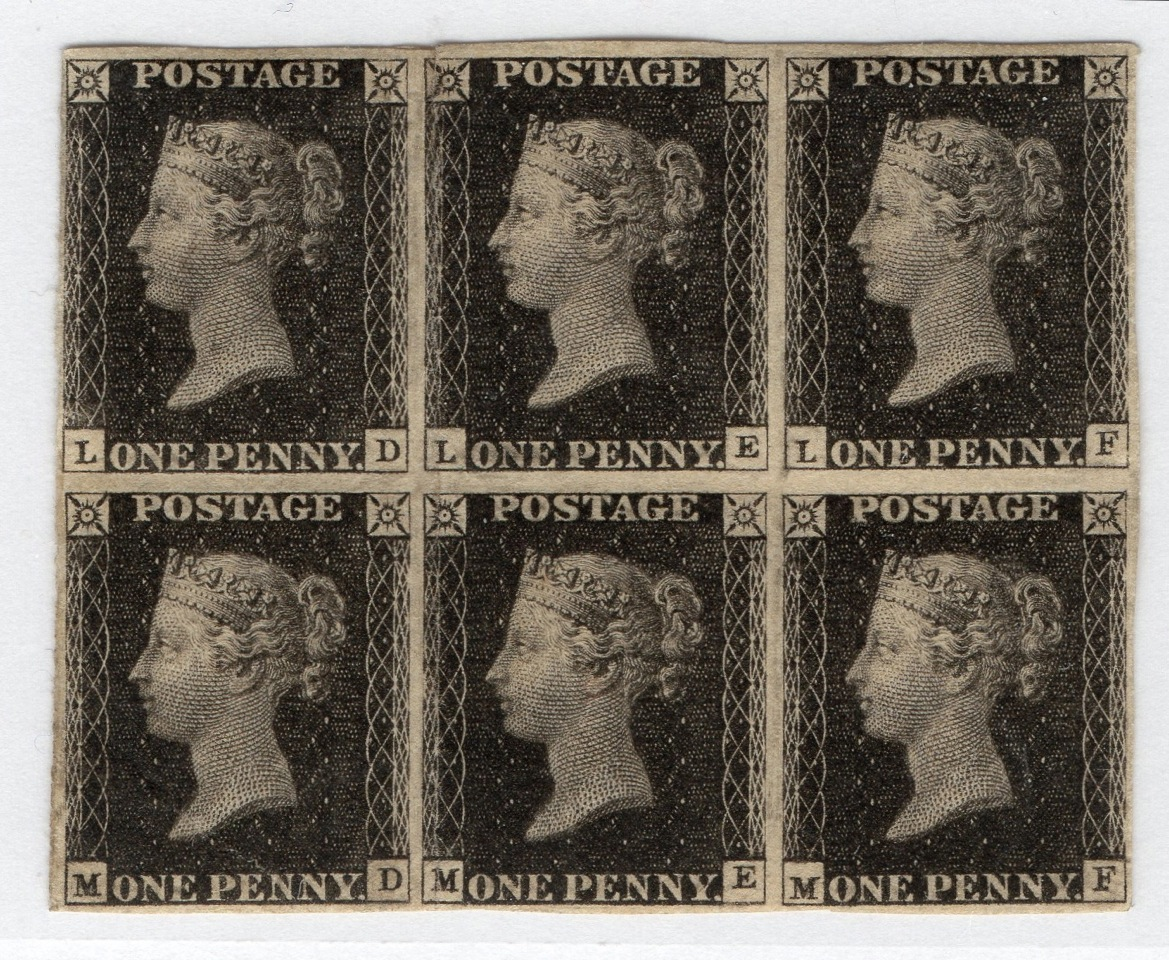
كتلة طوابع أصلية Mint من ستة طوابع بيني بلاك، لوحة 11

تمت طباعة Penny Black من 11 لوحة، ولكن نظرًا لأن اللوحة 1 تم إصلاحها بالكامل بسبب التآكل المفرط، فإنها تعتبر عمومًا طبقين منفصلين، 1 أ و1 ب. كانت اللوحة 11 مخصصة فقط لطباعة طوابع حمراء جديدة، ولكن تم طباعة عدد صغير منها باللون الأسود. هذه نادرة.
تم طباعة الطوابع في أوراق غير مثقبة، ليتم قصها بعناية باستخدام مقص للبيع والاستخدام. نتيجةً لذلك، تعد الطوابع ذات الهوامش المنخفضة أو التي لا يوجد بها هوام شائعة وتستحق القليل جدًا، في حين أن الأمثلة ذات الأربعة هوامش الواضحة نادرة وقيمة، وتحصل على أسعار مرتفعة جدًا، خاصةً إذا كانت في حالة جيدة.
توجد مطبعة أصلية لبيني بلاك، وهي أسطوانة "D" التي اخترعها جاكوب بيركنز والتي حصلت على براءة اختراع في عام 1819، معروضة في المكتبة البريطانية في لندن.

## ندرة
كان مجموع النسخ المطبوعة 286,700 ورقة، تحتوي على 68,808,000 ختم. تم حفظ الكثير منهم، وفي حالة الاستخدام، يظلون متاحين بسهولة لجامعي الطوابع. الأوراق الكاملة الوحيدة المعروفة في Penny Black مملوكة لمتحف البريد البريطاني.

## مسؤول VR
بالإضافة إلى الإصدار العام لـ Penny Black ، تم إنتاج طابع مماثل مخصص للبريد الرسمي، مع استبدال الحرفين "V" و"R" بالصلبان في أعلى الزوايا. نظرًا لأن عامة الناس قبلوا بسرعة الطوابع البريدية وسخروا من القرطاسية Mululy التي تم إنتاجها في الوقت نفسه، فقد تم توفير الإمدادات الضخمة من أوراق خطابات Mulready للاستخدام الرسمي للإدارات الحكومية مثل مكتب الضرائب وتم التخلي عن فكرة إدخال طابع رسمي. لا يوجد سوى عدد قليل من الأمثلة المستخدمة عبر البريد، والتي تنشأ على الأرجح من منشورات مكتب البريد التي يتم إرسالها كإشعار مسبق للطوابع الجديدة. أربعة معروفة على الأغطية. تم قطع جميع من مظاريفها ثم استبدالها. معظم الأمثلة التي تم إلغاؤها هي من تجارب أنواع الإلغاء والأحبار والتجارب التي تمت إزالتها. أدت تلك التجارب إلى التغيير من الطوابع السوداء إلى الطوابع الحمراء، والعكس صحيح بالنسبة للإلغاء.

## الثقافة الشعبية

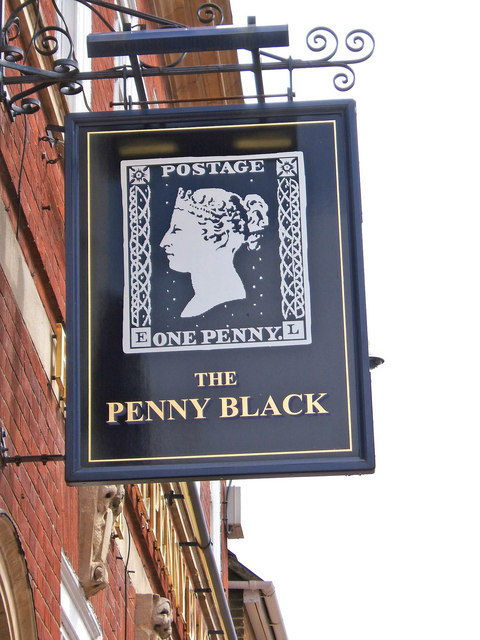
علامة حانة حانة بيني بلاك في أوكسفوردشاير

نظرًا لأنه يعتبر رمزًا ثقافيًا بريطانيًا، يتميز تصميم Penny Black في قسم الابتكارات بجواز السفر البريطاني الجديد في عام 2015. أيضًا في عام 2015، احتفل محرك البحث Google بالذكرى السنوية الخامسة والثمانين بعد المائة لطوابع البريد مع رسومات Google المبتكرة من بيني بلاك. والفنان آلان بانفورد يضم 20 ورقة طبعة محدودة من 10 وحدات موقعة ومرقمة لتصوير أعمال فنية فردية للفنان بجانب ختم Penny Black الأيقوني، الذي طبعته Royal Mail.

## عرض نموذج للطابع للبيع
أعلنت دار «سوذبيز» للمزادات أنها ستعرض نموذجًا لـ "Penny black" للبيع يوم السابع من ديسمبر عام 2021، مرفق بوثيقة مؤرخة يوم 10 إبريل/ نيسان عام 1840 من أرشيف روبرت والاس، وهو سياسي اسكتلندي أصلح خدمة البريد البريطانية.